# Maria–Grüner Ried

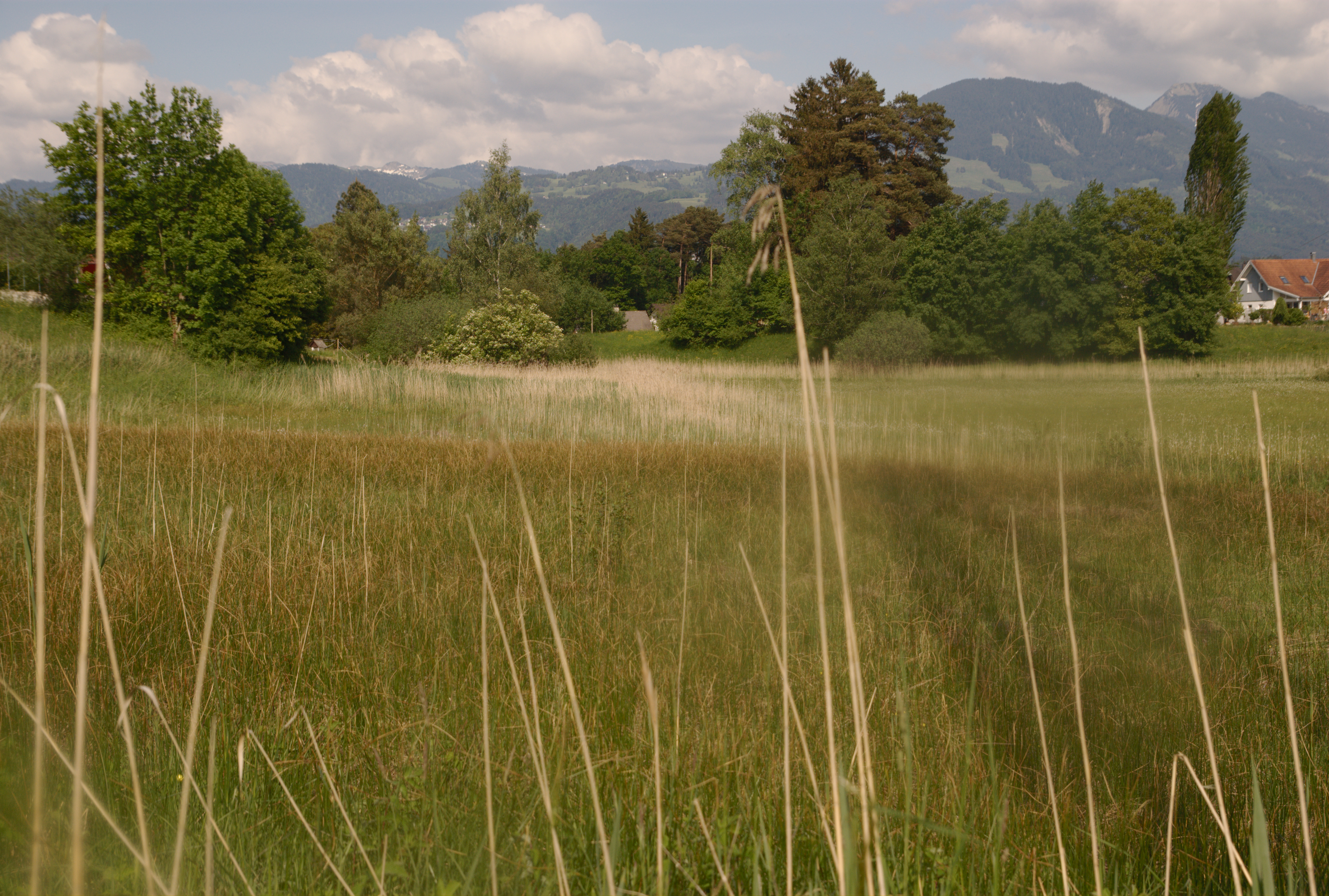
Maria-Grüner-Ried

Das Maria–Grüner Ried (auch: Getzner Ried) ist ein Naturschutzgebiet in der Gemeinde Frastanz in Vorarlberg, Österreich. Nördlich des Naturschutzgebiets liegt die Siedlung Maria Grün, die auch namensgebend für das Schutzgebiet ist.
Im Bereich der Gemeinde Frastanz bestehen eine Vielzahl solcher Riedgebiete (z. B. in Tallagen: Weiher-Motten und das Europaschutzgebiet Frastanzer Ried und zahlreiche weitere Moore in den Hanglagen).

## Geschichte
Das Maria–Grüner Ried wird seit Jahrhunderten für die Gewinnung von Einstreu genutzt. Es wurde im Laufe der Zeit immer mehr verkleinert und der Siedlungsrand rückte immer näher.
1990 wurde die Initiative Rettet das Maria–Grüner Ried gegründet, um wegen eines weiteren Bauvorhabens im Randbereich des Mariagrüner Riedes negative Auswirkungen auf das Ried zu verhindern. Mit Unterstützung der Öffentlichkeit (3292 Unterschriften) bzw. der Medien wurde auf die Problematik aufmerksam gemacht, dass Teile eines hochwertigen Flachmoors und eines glazialhistorisch bedeutsamen Sandhügels einem Bauvorhaben zu Opfer fallen sollen. Die Initiative hatte Erfolg und das Bauvorhaben im Flachmoorbereich wurde zurückgezogen, ein großer Teil des Baugrundstücks vom Land Vorarlberg rückgewidmet und entschädigt (Euro 290.000,-) sowie das gesamte Maria–Grüner Ried im Rahmen des Rückwidmungsverfahrens unter Schutz gestellt und dabei erstmals in Vorarlberg ein wegen der Beckenlage des Flachmoores wichtiger Puffergürtel um das Ried mit eingeschränkter Nutzung und Düngeverbot belegt.

## Rechtliche Grundlage
Das Schutzgebiet Maria–Grüner Ried wurde gemäß der Verordnung der Vorarlberger Landesregierung über das Naturschutzgebiet „Maria-Grüner Ried“ in Frastanz 1994 auf Grundlage des Vorarlberger Naturschutzgesetzes unter Schutz gestellt und in das Naturschutzbuch eingetragen.

## Topografie
Das Maria–Grüner Ried liegt im Gemeindegebiet von Frastanz südlich der Siedlung Maria Grün. Es umfasst die Grundstücke Nr. 2239, 2240/1, 2240/2 (teilweise), 2383 (teilweise), 2388 (teilweise) und 2389 (teilweise) in der Katastralgemeinde Frastanz.
Das gesamte Schutzgebiet liegt in einer Höhe von etwa 542 m ü. A. bis 547 m ü. A., hat damit ein sehr geringes Gefälle, eine Länge von etwa 500 Meter und eine maximale Breite von etwa 160 Meter (minimale Breite etwa: 80 Meter). Im Gesamten eine Fläche von etwa 6,04 Hektar. Es ist umgeben von weiteren landwirtschaftlichen Flächen sowie Siedlungsgebiet. Das Ried erstreckt sich in einem leichten Bogen von Nordosten nach Süden.
Die Weiherstraße führt am südlichen Ende des Riedes quer durch.

## Schutzzweck
Der Schutzzweck der Errichtung des Naturschutzgebietes ist:
1. den Moorlebensraum in seiner Gesamtheit, den Torfkörper und seinen Wasserhaushalt sowie die vielfältige Tier- und Pflanzenwelt vor schädlichen Einwirkungen, insbesondere auch durch Nährstoffeinträge, zu bewahren und durch biotopgerechte Pflege in Form der traditionellen Streuenutzung zu erhalten,
2. die Moorlandschaft mit ihrer besonderen geomorphologischen Ausprägung durch die Ebene des Verlandungsmoors und die angrenzenden Moränenwälle, insbesondere den „Sandbühel“, als markantes Zeugnis eiszeitlicher Landschaftsformung in Vorarlberg und als naturnahes Element im Siedlungsraum von Frastanz vor weiteren Störungen durch Geländeveränderung und Bebauung zu bewahren.

Daher ist es in Zusammenhang mit der landwirtschaftlichen Bewirtschaftung insbesondere auch verboten, Grundflächen im Naturschutzgebiet umzuackern, zu beweiden, zu düngen oder mit Chemikalien behandeln oder die Bodendecke abzubrennen. Dies betrifft auch einen drei Meter breiten Grundstreifen um das Naturschutzgebiet. Auch dürfen im Umkreis von 50 m um das Naturschutzgebiet keine Geländeveränderungen vorgenommen und – mit Ausnahmen – keine Bauwerke errichtet werden und im Umkreis von 100 m keine Baumaßnahmen durchgeführt werden, die einen zusätzlichen Abwasseranfall zur Folge haben, solange nicht die Möglichkeit zum Anschluss an die Abwasserbeseitigungsanlage der Gemeinde besteht.

## Flora und Fauna
Das Maria–Grüner Ried hat nur sehr wenig Baumbestand und besteht weitgehend aus Pflanzen, die einmal im Jahr zur Streuegewinnung geschnitten werden.

## Gewässer
Längs durch das Naturschutzgebiet verläuft der Felsenautobelbach von Gewässerkilometer (GwKm) 0,61 bis 1,145. Der Felsenautobelbach entspringt wenige Meter südlich des geschützten Riedes auf der Parzelle 2400/1 bei GwKm 1,176 und mündet in den Blödlebach, der vom Frastanzer Ried kommt und in die Ill mündet.

## Nutzung und Verkehr
Das Maria–Grüner Ried ist ein wichtiges Naherholungsgebiet für die umwohnende Bevölkerung und wird nach wie vor landwirtschaftlich genutzt.
Es führt eine öffentliche Straße durch das Schutzgebiet.